# Filippo Juvarra
Filippo Juvarra ou Juvara (Messine, 1678 - Madrid, 1736) est un architecte baroque italien, qui fut également scénographe.
Rudolf Wittkower, dans son ouvrage sur l'Art et l'Architecture en Italie, nous donne un aperçu de l'importance de cet architecte italien : 

« [Juvara] entreprit l'étude de tout le champ de l'histoire de l'architecture en Italie, de l'Antiquité aux réalisations modernes – sans aucune œillère esthétique ; il s'intéressait aux mesures du Panthéon aussi bien qu'à Brunelleschi, à Sanmicheli, au palais Farnèse, aux œuvres du Bernin, de Borromini, et de beaucoup d'autres encore. »

## Biographie
Filippo Juvarra quitte sa Sicile natale en 1704 pour aller étudier l'architecture à Rome avec Francesco et Carlo Fontana.
En 1714, Juvarra regagne la Sicile, où le nouveau roi Victor-Amédée II qui s'y trouve lui confie des travaux sur le château de Messine (it).
C'est le début d'une fructueuse collaboration : le roi engage Juvarra pour lui faire effectuer les nombreuses transformations qu'il envisage à Turin où il rencontrera Corrado Giaquinto en 1733.

## Œuvres
On doit notamment à Filippo Juvarra :
- À Turin :
  - la basilique de Superga (1717-1731),
  - la façade du palais Madame (1718-1721),
  - le pavillon de chasse de Stupinigi (1729-1733) ;
- À Rivoli :
  - Le château de Rivoli ;
- À Venaria Reale : 
  - Le Palais royal de Venaria (Grande Galerie et église de saint Hubert) ;
- À Lucques :
  - Le jardin du palais Pfanner ;
- À Côme :
  - Une coupole de 75 m à la cathédrale Santa Maria Assunta de Côme (1731);
- À Mantoue :
  - Une coupole de 80 m à la basilique Saint-André de Mantoue (1732) ;
- À Madrid : le Palais royal, l'actuel Palacio de Oriente, qui ne fut que partiellement édifié ;
- À Rome : chapelle Antamori (1708) de l'église San Girolamo della Carità ;
- À San Ildefonso, dans la région de Ségovie : le château de la Granja de San Ildefonso, construit pour Philippe V.

## Quelques images

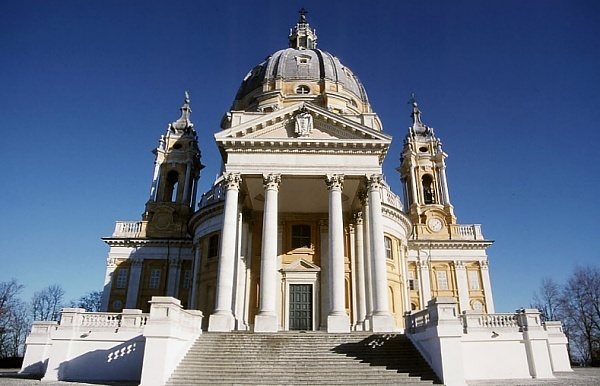
Basilique de Superga
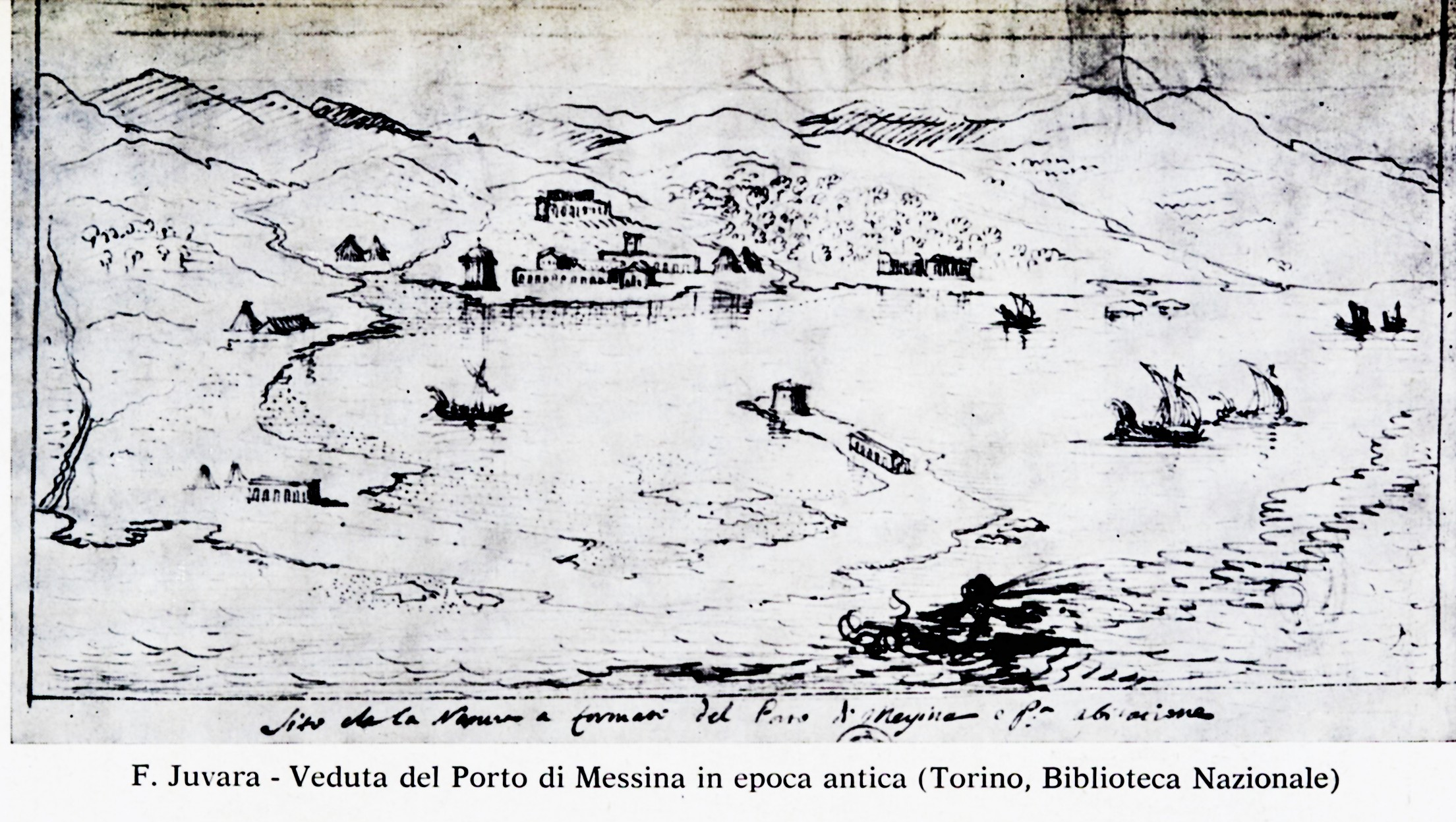
Messine antique